# Charles Demangeat
Joseph Charles Demangeat est un jurisconsulte français né le 2 septembre 1820 à Nantes et mort le 22 mars 1896 dans le 6e arrondissement de Paris.

## Biographie
D'une famille de maîtres de forges, Joseph Charles Demangeat est le fils de Joseph Georges Demangeat, avocat, procureur du Roi à Nantes, et de Clarice Demangeat. Il est de la famille de l'architecte Eugène Demangeat.
Élève au lycée de Nantes en 1838, obtenant sa licence en droit à Paris en 1841, il s'inscrit comme avocat au barreau cette même année, avant d'obtenir son doctorat deux ans plus tard.
Il obtient, par concours, une chaire de professeur suppléant de droit romain à la Faculté de droit de Paris en 1851, puis est nommé chargé de cours à la Faculté de droit de Rennes en 1854 et professeur titulaire de la chaire de droit romain à celle de Paris en 1862.
Il est, avec Frédéric Mourlon, Charles Ballot et Émile Ollivier, l'un des fondateurs de la Revue pratique du droit français, dont il reste un des rédacteurs les plus réguliers.
En avril 1870, il est nommé conseiller à la Cour de cassation, siégeant au sein de la chambre des requêtes jusqu'en 1895, dont il est le doyen. Il siège également au Tribunal des conflits entre 1881 et 1887.

## Publications
- Histoire de la condition civile des étrangers en France dans l'ancien et dans le nouveau droit (1844)